# Este de Canadá

Provincias que forman el este de Canadá.

El Este de Canadá (también  conocido como las provincias orientales) es generalmente considerada como la región de Canadá al este de la provincia de Manitoba, que consta de las siguientes provincias:
- Isla del Príncipe Eduardo
- Nuevo Brunswick
- Nueva Escocia
- Ontario
- Quebec
- Terranova y Labrador

Ontario y Quebec comprenden el Centro de Canadá, mientras que las otras provincias constituyen las provincias atlánticas de Canadá. Nueva Escocia, Nuevo Brunswick e Isla del Príncipe Eduardo también se conocen como las Provincias Marítimas.

## Capitales
Ottawa, capital de Canadá, está situado en el este de Canadá, en la provincia de Ontario. Las capitales de las provincias se encuentran en la lista de abajo.
- Nueva Escocia - Halifax
- Isla del Príncipe Eduardo - Charlottetown
- Nuevo Brunswick - Fredericton
- Quebec - Ville de Québec
- Ontario - Toronto
- Terranova y Labrador - San Juan de Terranova

## Población

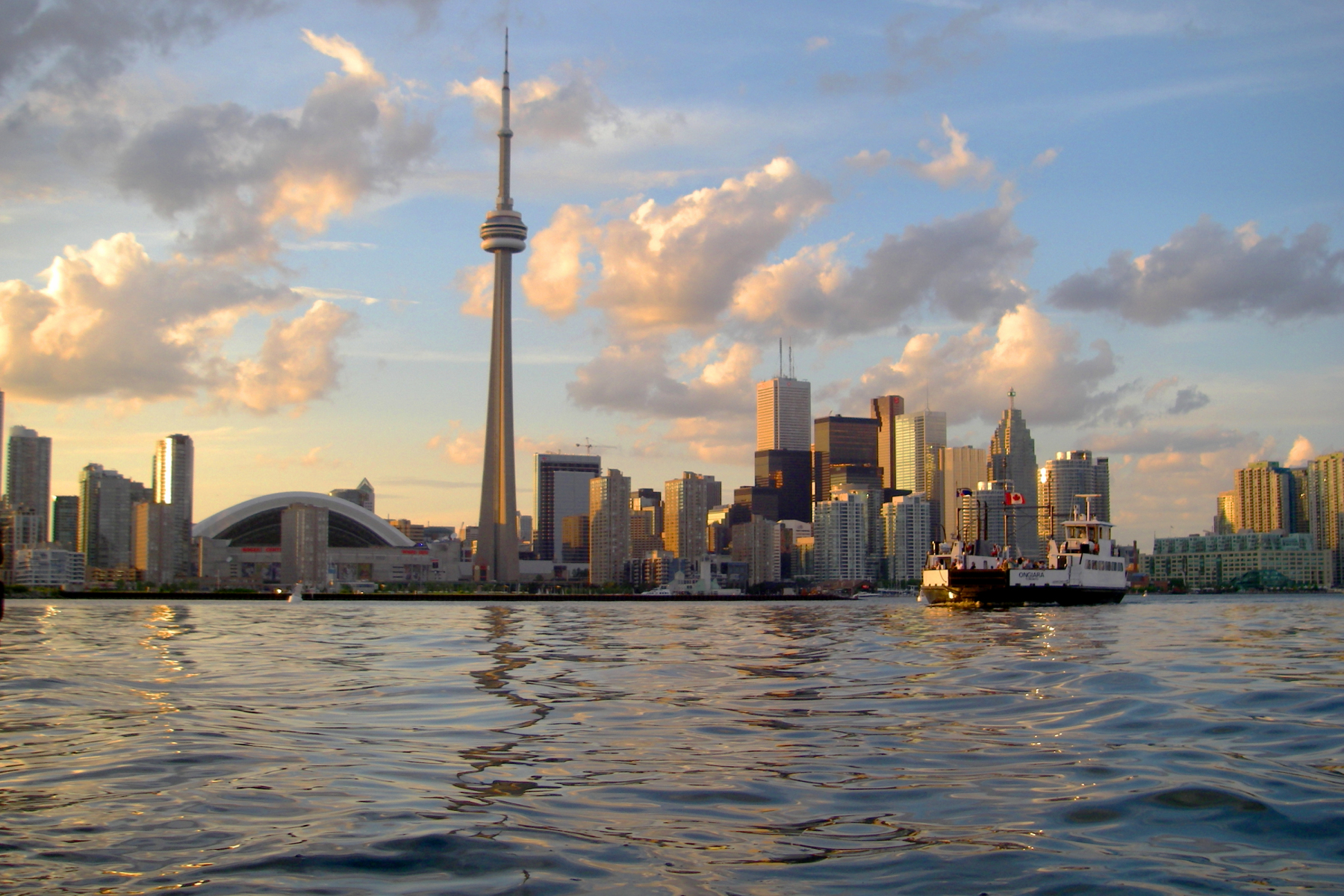
Toronto es la mayor ciudad del este de Canadá.

La población total de esta región es de unos 23.082.460, o aproximadamente el 70% de la población de Canadá. La mayor parte de la población reside en Ontario y Quebec. La región contiene 3 de las 5 mayores áreas metropolitanas de Canadá, Toronto siendo la quinta área metropolitana más grande en América del Norte.
Mayores áreas metropolitanas
- Toronto, Ontario - 6.254.191
- Montreal, Quebec - 3.824.221
- Ottawa-Gatineau, Ontario-Quebec - 1.451.415
- Quebec City, Quebec - 765.706
- Hamilton, Ontario - 721.053
- Kitchener, Ontario - 477.160
- London, Ontario - 474.786
- Niagara Falls, Ontario - 431.346
- Halifax, Nueva Escocia - 404.807
- Windsor, Ontario - 319.246
- San Juan de Terranova, Terranova y Labrador - 200.966

La población de cada provincia, de mayor a menor.
- Ontario - 13.551.821
- Quebec - 7.903.001
- Nueva Escocia - 921.727
- Nuevo Brunswick - 751.171
- Terranova y Labrador - 514.536
- Isla del Príncipe Eduardo - 140.204